# John W. Campbellpriset för bästa science fictionroman
Ej att förväxlas med John W. Campbellpriset för bästa nya författare
John W. Campbellpriset för bästa science fictionroman, på engelska  John W. Campbell Memorial Award for Best Science Fiction Novel  är ett pris inom science fiction-litteraturen, utdelat första gången 1973. Namnet kommer från John W. Campbell, redaktören för science fiction-tidskriften Astounding Science Fiction. 
Till skillnad från andra större amerikanska science fiction-priser, som Hugo och Nebula, så väljs pristagaren av en jury. Sedan 1979 har prisceremonin hållits på University of Kansas.

## Mottagare
- 1973 - Beyond Apollo, Barry N. Malzberg
- 1974 (delat pris) - Möte med Rama, Arthur C. Clarke; Malevil, Robert Merle
- 1975 - Flow My Tears, The Policeman Said, Philip K. Dick
- 1976 - The Year of the Quiet Sun, Wilson Tucker (retroaktivt pris för en roman från 1970)
- 1977 - Förändringen, Kingsley Amis
- 1978 - Stjärnporten, Frederik Pohl
- 1979 - Gloriana, Michael Moorcock
- 1980 - On Wings of Song, Thomas M. Disch
- 1981 - Timescape, Gregory Benford
- 1982 - Riddley Walker, Russell Hoban
- 1983 - Helliconia Spring, Brian W. Aldiss
- 1984 - The Citadel of the Autarch, Gene Wolfe
- 1985 - The Years of the City, Frederik Pohl
- 1986 - The Postman, David Brin
- 1987 - A Door into Ocean, Joan Slonczewski
- 1988 - Lincoln's Dreams, Connie Willis
- 1989 - Islands in the Net, Bruce Sterling
- 1990 - The Child Garden, Geoff Ryman
- 1991 - Pacific Edge, Kim Stanley Robinson
- 1992 - Buddy Holly Is Alive and Well on Ganymede, Bradley Denton
- 1993 - Brother to Dragons, Charles Sheffield
- 1994 - Inget pris
- 1995 - Permutation City, Greg Egan
- 1996 - The Time Ships, Stephen Baxter
- 1997 - Fairyland, Paul J. McAuley
- 1998 - Forever Peace, Joe Haldeman
- 1999 - Brute Orbits, George Zebrowski
- 2000 - A Deepness in the Sky, Vernor Vinge
- 2001 - Genesis, Poul Anderson
- 2002 (delat pris) -  Terraforming Earth, Jack Williamson; The Chronoliths, Robert Charles Wilson
- 2003 - Probability Space, Nancy Kress
- 2004 - Omega, Jack McDevitt
- 2005 - Market Forces, Richard Morgan
- 2006 - Mindscan, Robert J. Sawyer
- 2007 - Titan, Ben Bova
- 2008 - In War Times, Kathleen Ann Goonan
- 2009 (delat pris) - Little Brother, Cory Doctorow; Song of Time, Ian R. MacLeod
- 2010 - The Windup Girl, Paolo Bacigalupi
- 2011 - The Dervish House, Ian McDonald
- 2012 - The Islanders, Christopher Priest; The Highest Frontier, Joan Slonczewski[1]
- 2013 -  Jack Glass: The Story of a Murderer, Adam Roberts[1]
- 2014 - Strange Bodies, Marcel Theroux[1]
- 2015 - The First Fifteen Lives of Harry August, Claire North[1]
- 2016 - Radiomen, Eleanor Lerman[1]